# Кравата и затворникът
„Кравата и затворникът“ (на френски: La Vache et le Prisonnier) е комедия от 1959 година на режисьора Анри Верньой с участието на Фернандел, Рене Авар и Ингеборг Шьонер, екранизация на романа „Истинска история“ на Жак Антоан. Филмът е копродукция на Франция и Италия.

## Сюжет
1943 година, Втората световна война. Френският военнопленник Шарл Байли (Фернандел) решава да избяга от фермата в Германия, в която е разпределен да работи, и да се завърне във Франция. Той пътува през цялата страна, придружен от своята крава Маргарита. По пътя си те срещат много хора, някои симпатични, други не. На метри от родина, те се натъкват на отряд войници върху граничния мост. Кравата отказва да отстъпи от пътя, за да пропусне войниците да преминат безпрепятствено. Шарл и Маргарита преминават по моста под погледите на слисаните войници, сякаш им правят инспекция.

## В ролите
| Изпълнител      | Роля                                 |
| --------------- | ------------------------------------ |
| Фернандел       | Шарл Байли                           |
| Рене Авар       | Бусиер                               |
| Ингеборг Шьонер | Хелга                                |
| Бернар Мусон    | Помие                                |
| Елен Швиерс     | Йозефа                               |
| Пиер Луи        | избягалия затворник в униформа от СС |
| Франциска Кинц  | майката на Хелга                     |
| Морис Насил     | Берту                                |
| Рихард Винклер  | другия избягал затворник в униформа  |
| Бено Хофман     | надзирателя в затвора                |
| Албер Реми      | Колине                               |

## Интересни факти
„Кравата и затворникът“ е един от най-емблематичните и популярни филми с участието на Фернандел. Той е филмът с негово участие, донесъл най-големи приходи през 1959 година. Заснет като черно-бял филм, през 1990 година е реализирана и цветна версия.